# Peter von Dusburg
Peter von Dusburg (m. 1326), también conocido como Pedro de Duisburgo, fue un sacerdote y cronista de los caballeros teutónicos. Conocido por su obra Chronicon terrae Prussiae, que describe las cruzadas de la Orden Teutónica del siglo XIII y principios del siglo XIV y las conquistas y sometimiento de los clanes prusianos. 
Se desconoce su fecha de nacimiento y fallecimiento, aunque vivió durante la segunda mitad del siglo XIII hasta la primera mitad del siglo XIV. Inicialmente se pensó que procedía de Duisburgo, Alemania, y en algunos textos se le menciona como «Pedro de Duisburgo». Otras investigaciones indican que podría ser Doesburgo, actualmente territorio holandés.
En 1324, probablemente durante una estancia en Königsberg, comenzó a escribir su Chronicon terrae Prussiae para el Gran Maestre Werner von Orseln. Hacia 1326, ya había finalizado una ampliación de un trabajo (ahora perdido) de un latinista que había escrito sobre las campañas de las primeras cruzadas bálticas. Esta versión fue revisada y ampliada tras su muerte para incluir los hechos acaecidos hasta 1330.
Hacia 1331-35, Nikolaus von Jeroschin tradujo la crónica de Peter von Dusburg al alto alemán medio para el gran maestre Luther von Braunschweig.